# فاطمة بوتو
ولدت الشاعرة والكاتبة الباكستانية الأفغانية المولد فاطمة بوتو في 29 أيار/مايو 1982.
تكتب حاليا أعمدة للديلي بيست، والنيو ستيتسمان وغيرها من الصحف المنشورة.
بدأت شهرتها بعد ظهور كتابها الأول، وهو مجموعة شعرية بعنوان همسات الصحراء. تلقت تغطية بارزة لكتابها الثاني، 8:50 صباحا 8 تشرين الأول 2005.  فاطمة هي حفيدة رئيس الوزراءالسابق ذو الفقار علي بوتو وابنة أخ بينظير بوتو، والتي كانت مبعدة عنها  وهي نشطة في الساحة الاجتماعية والسياسية الباكستانية،  ولكن ليس لديها رغبة في الترشح للمناصب السياسية.

## حياتها الشخصية والمهنية
ولدت فاطمة في كابول، أفغانستان، بينما كان والدها مرتضى بوتو في المنفى في عهد النظام العسكري للجنرال ضياء الحق مرتضى بوتو، هو ابن الرئيس الباكستاني السابق ورئيس الوزراء ذو الفقار علي بوتو، ووالدتها هي فوزية فاسيهودين بوتو، ابنة موظف سابق بالشؤون الخارجية الأفغانية. قتل والدها على يد الشرطة في عام 1996 في كراتشي خلال فترة تولي شقيقته بينظير بوتو لرئاسة الوزارة. تطلق والداها عندما كانت صغيرة وأصبحت غنوة بوتو زوجة أبيها في عام 1989. بعد ذلك بسنوات فشلت محاولات والدتها في الحصول على حضانتها.
نالت بوتو درجة البكالوريوس في دراسات الشرق الأوسط  من كلية بارنارد من جامعة كولومبيا،  بعدما تلقت تعليمها الثانوي في مدرسة كراتشي أميركن سكول.حصلت على درجة الماجستير في دراسات جنوب آسيا من كلية الدراسات الشرقية والأفريقية في جامعة لندن  وهي تعيش مع زوجة أبيها غنوة بوتو، وأخيها غير الشقيق ذو الفقار علي بوتو الابن  ويقيمون في المقر الشهير 70 طريق كليفتون في كليفتون القديمة في كراتشي «، والذي يعد أقدم وأفخم ضواحي كراتشي.» 

## الكتب
يشير كتابها 8.50 صباحا 8 October 2005  اللحظات التي جمدت الحياة في شمال باكستان، كزلزال كبير هز المنطقة من إسلام أباد إلى وديان آزاد كشمير. قامت فاطمة بوتو بزيارة المناطق المتضررة لتسجيل وتجميع الروايات الملهمة لهؤلاء المتأثرين من الضحايا والمتطوعين، كتقدير لآلامهم وشجاعتهم وصمودهم في مواجهة الكارثة.
| فاطمة بوتو | There is a dire, ongoing need to recognize and remember that the earthquake didn’t just leave a lot of rubble behind. There are literally millions of people in the need for rehabilitation: physical, emotional, and economic. We urge you to share these stories with as many people as you know, so that you can remind them of the lingering effects of this tragedy, and pave the way for the aid/relief agencies seeking donations, individuals and groups lobbying for international support, and continued financial donations from every individual who is inspired by these stories to continue to help. | فاطمة بوتو |

بالإضافة إلى كتابها عن الزلزال، لها أيضاً كتاب أشعار «همسات في الصحراء» حول حالها.

## المشاركة السياسية
عقب اغتيال عمتها، بينظير بوتو، تم التكهن بدخولها عالم السياسة، ولكنها صرحت أنها في الوقت الراهن تفضل أن تبقى نشطة من خلال كتاباتها، بدلاً من يكون من منصب انتخابي. ومع ذلك، فإنها تدعم بفعالية رئاسة والدتها للجناح قليل الشعبية في حزب الشعب الباكستاني (مجموعة الشهيد بوتو)، والذي فشل في الفوز بأي مقعد في انتخابات عام 2008.
| فاطمة بوتو | I don't believe in birth-right politics. I don't think, nor have I ever thought, that my name qualifies me for anything | فاطمة بوتو |

## روابط إضافية
- مقالات المتحف العالمي للنساء. عن فاطمة بوتو
- فاطمة بوتو: الحياة على حد السيف بقلم  نسخة محفوظة 27 يوليو 2008 على موقع واي باك مشين. وليام دالريمبل للتايمز أون لاين، 18 مايو 2008
- أعمدة الأوردو بقلم فاطمة بوتو في IBITIANS.com
- أعمدة باللغة الإنجليزية بقلم فاطمة بوتو بموقع thenews.com.pk
- مقابلات فيديو مختلفة لفاطمة بوتو

### مقالات مختارة بقلم فاطمة بوتو
- افتح عينيك، ديف
- موضوعات، وأكاذيب وبوابة زرداري
- الهند وباكستان هما 'شقيقتين'
- فاطمة بوتو في جايبور، الهند
- وداعا يا وادي بوا (الأوردو) 2 يناير 2008
- وداعا يا وادي بوا
- «وعود العمة بينظير الكاذبة،» لوس أنجلوس تايمز، 14 نوفمبر 2007.
- كراتشي هي مدينتي، وبيتي صاندي، أكتوبر 21، 2007
- أحب القتال يوليو 3، 2007
- إنها أوقات غريبة تايمز / فبراير 26، 2007
- أطفال [http://www.payvand.com/news/07/feb/1275.html الثورة] 20 فبراير 20، 2007
- طهران، مدينة المفاجآت فبراير 16، 2007
- مرحبا بكم في طهران فبراير 14، 2007
- طهران أو الصدر: مائة ألف ضربة فبراير 12، 2007
- من الخطوط الأمامية: لبنان -- في صباح اليوم التالي / / ديلى تايمز صاندي، يوليو 16، 2006
- العدالة الاجتماعية
- تذكر بقلم فاطمة بوتو
- ذكريات 9 / 11 قالب:Ur icon
- حلقات مسلسلة لفاطمة بوتو تناقش «الأمل والشجاعة في باكستان» في مهرجان شانغهاى الدولى للأدب

### مقابلات
- 'من قتل بينظير'؟ : مقابلة مع فاطمة بوتو يناير 23، 2008
- مقابلة مصورة مع فاطمة بوتو حول مقتل والدها على يوتيوب
- مقابلة صوتية مع فاطمة بوتو، تشرين الأول 2008
- في بيتي  مقابلة مع بوتو في مجلة غرنيكا